# Nave da guerra anfibia

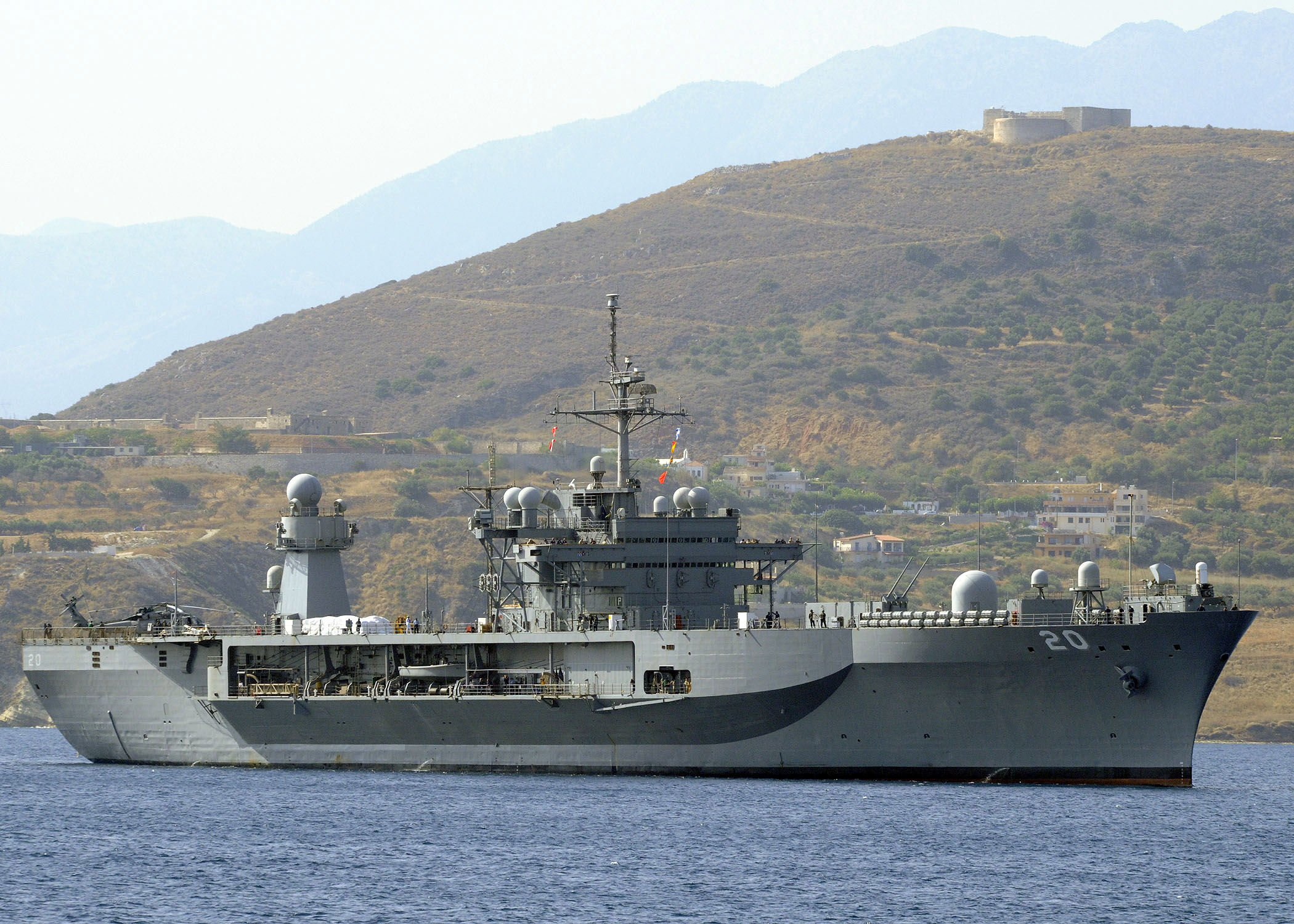
La LCC della US Navy.

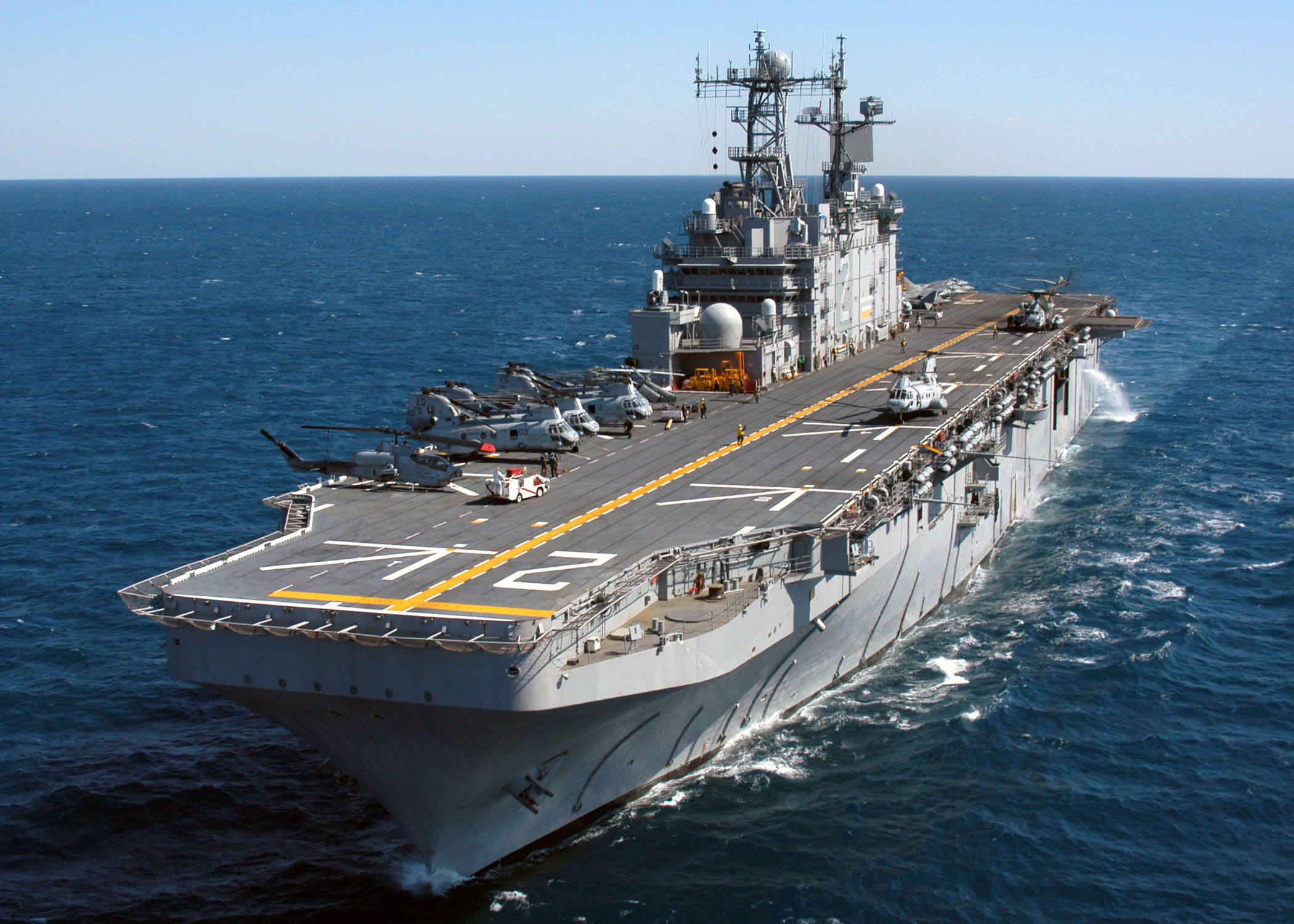
Una LHA della classe Tarawa della US Navy.

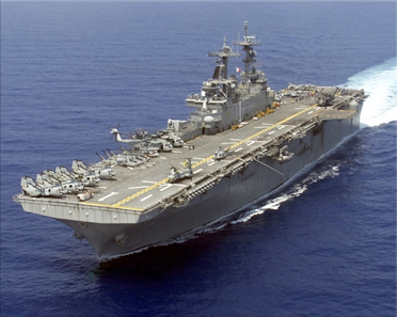
Una LHD della classe Wasp della US Navy.

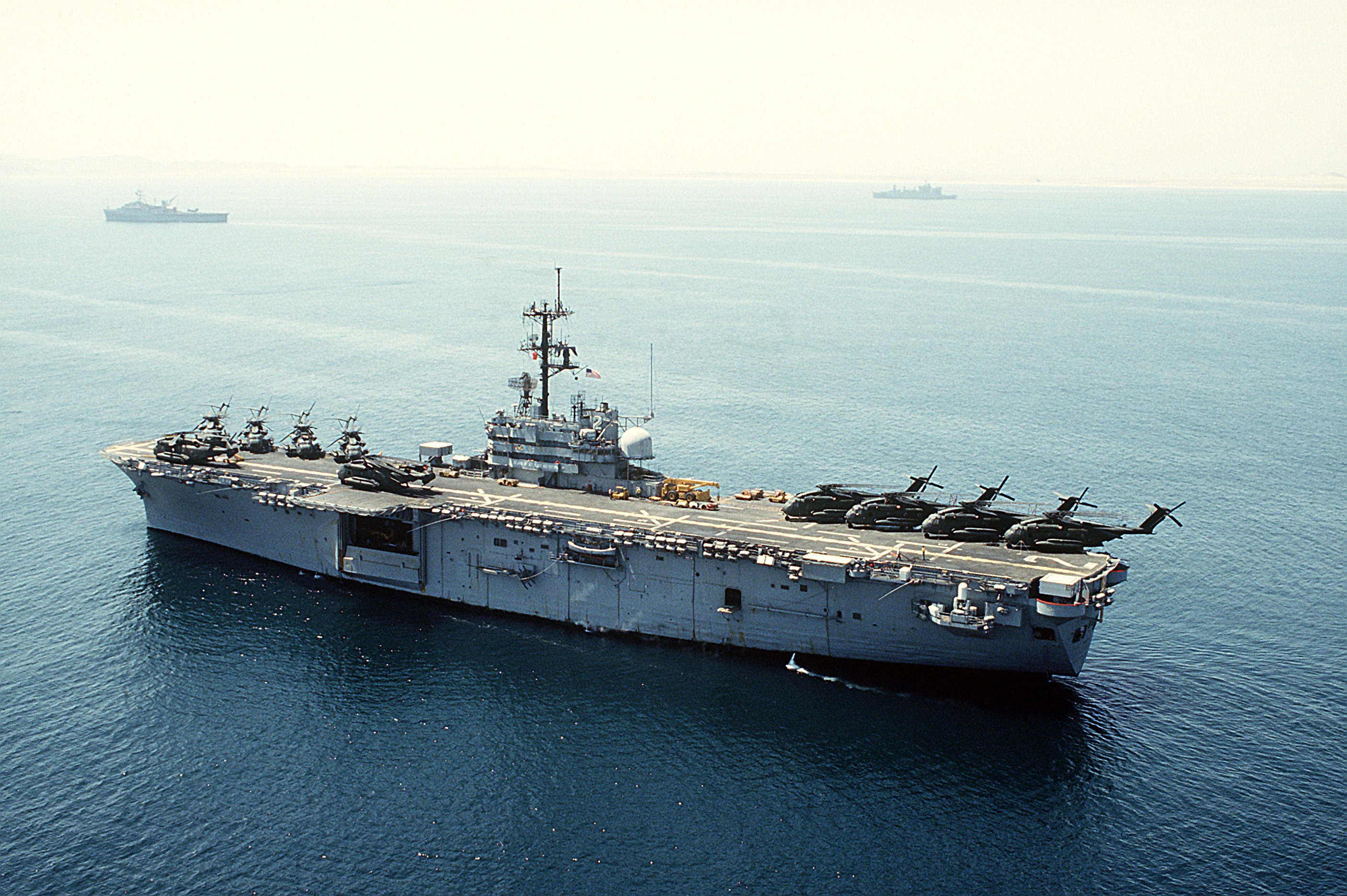
Una LPH della classe Iwo Jima della US Navy.

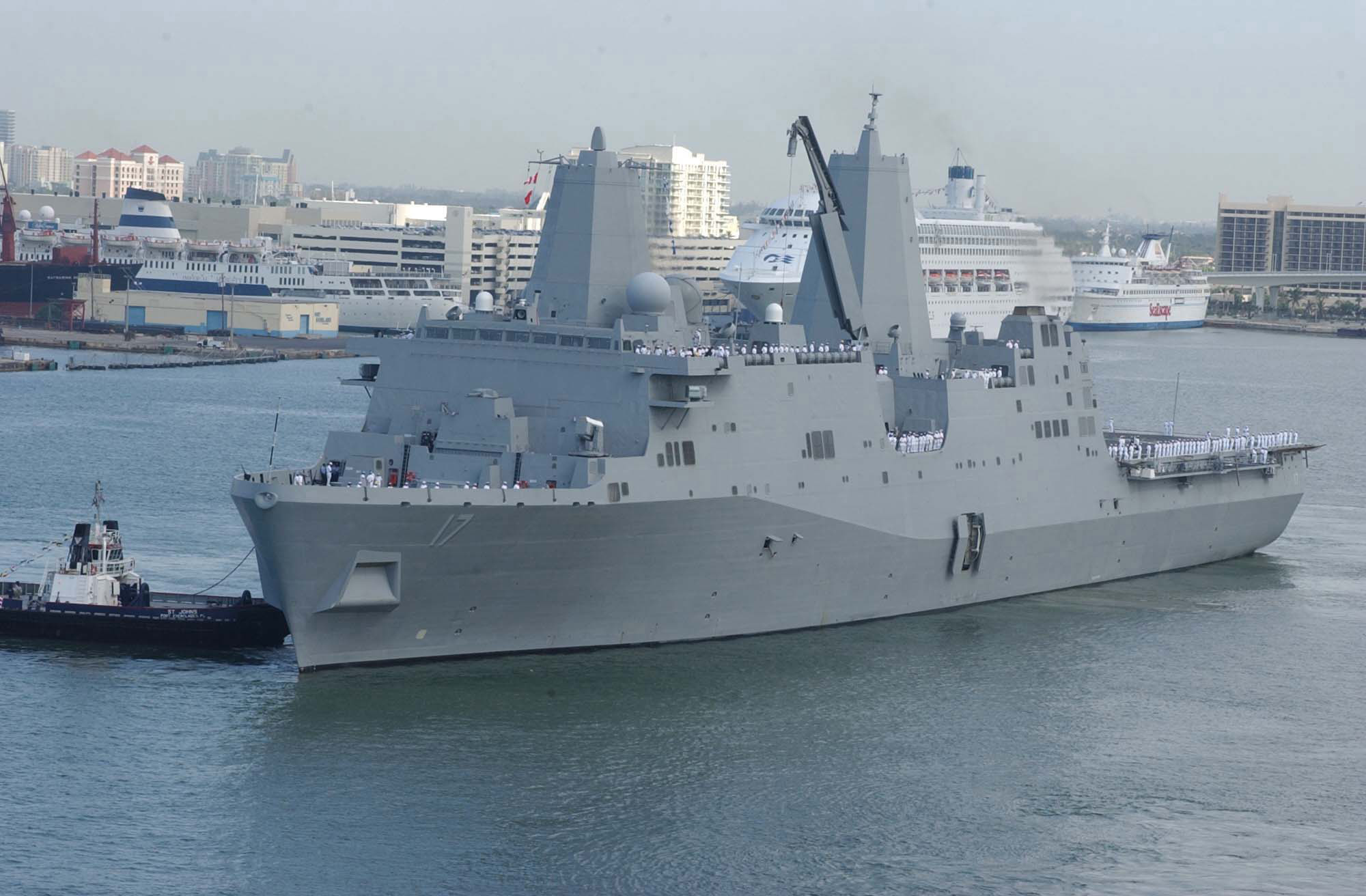
Una LPD della classe San Antonio della US Navy.

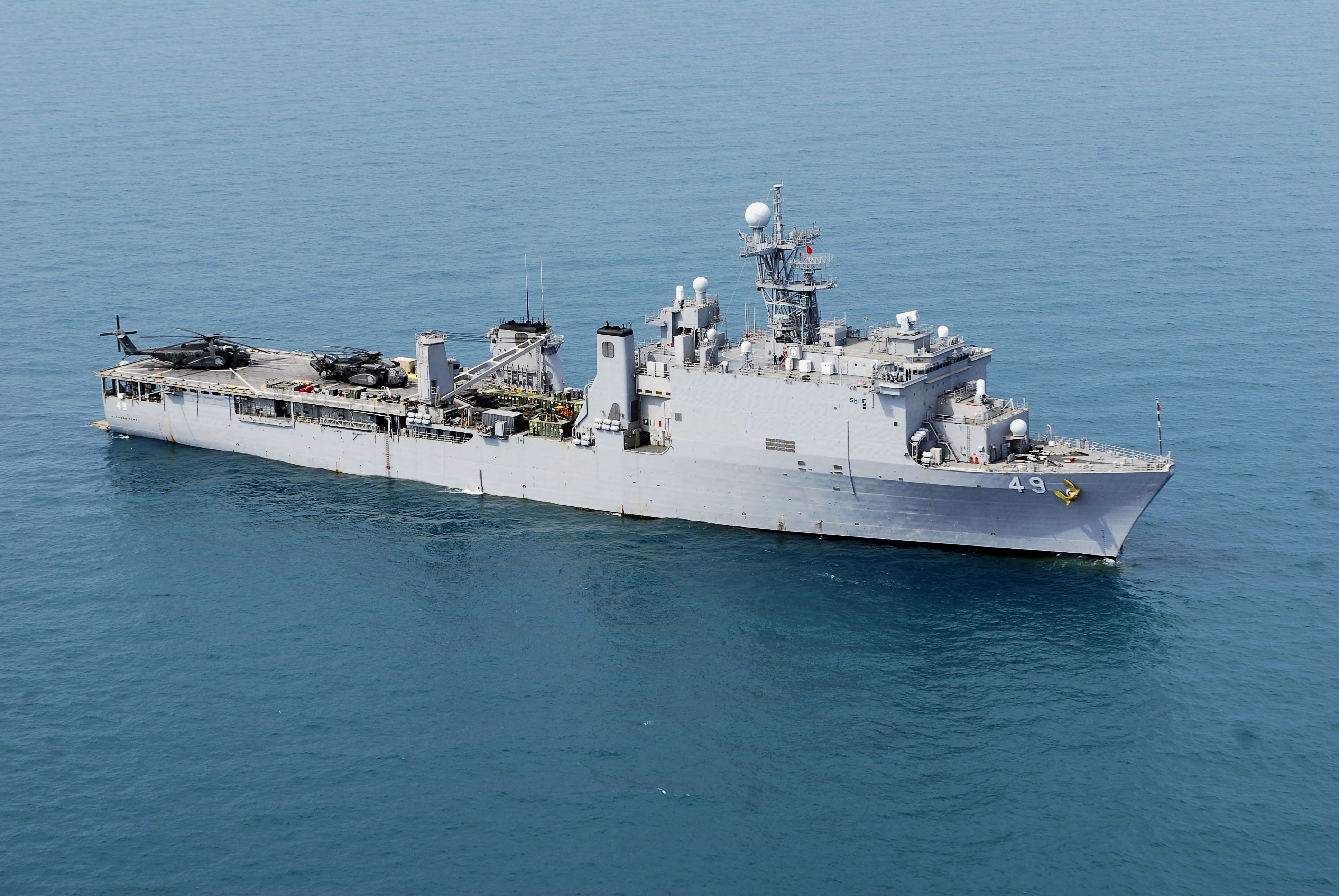
Una LSD della classe Harpers Ferry della US Navy.

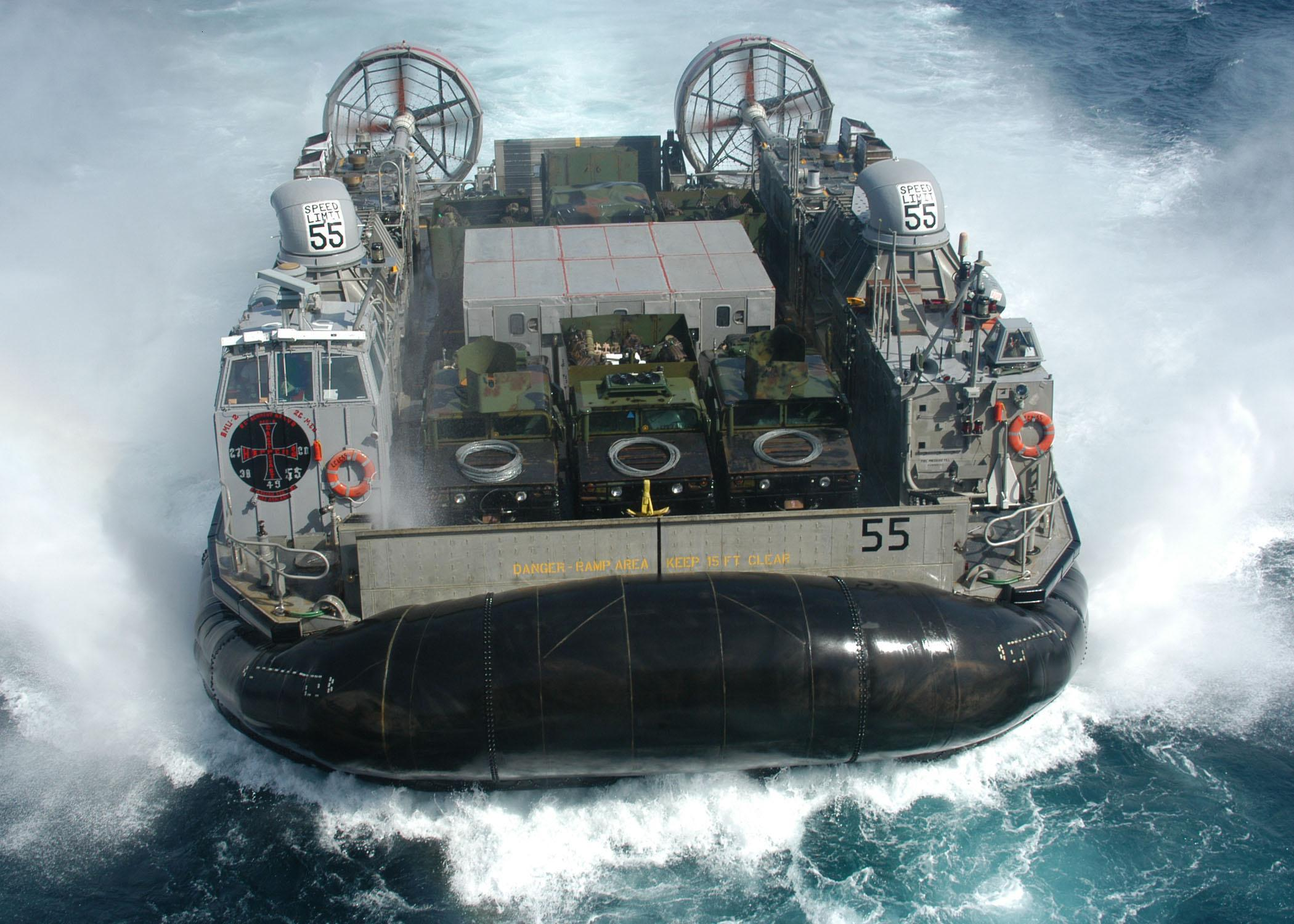
Un LCAC Landing Craft Air Cushion della US Navy.

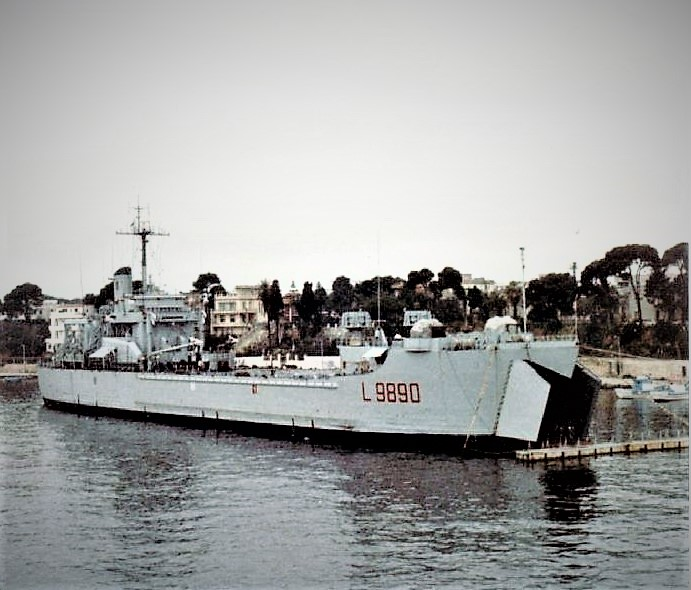
Una LST della classe Grado della Marina Militare.

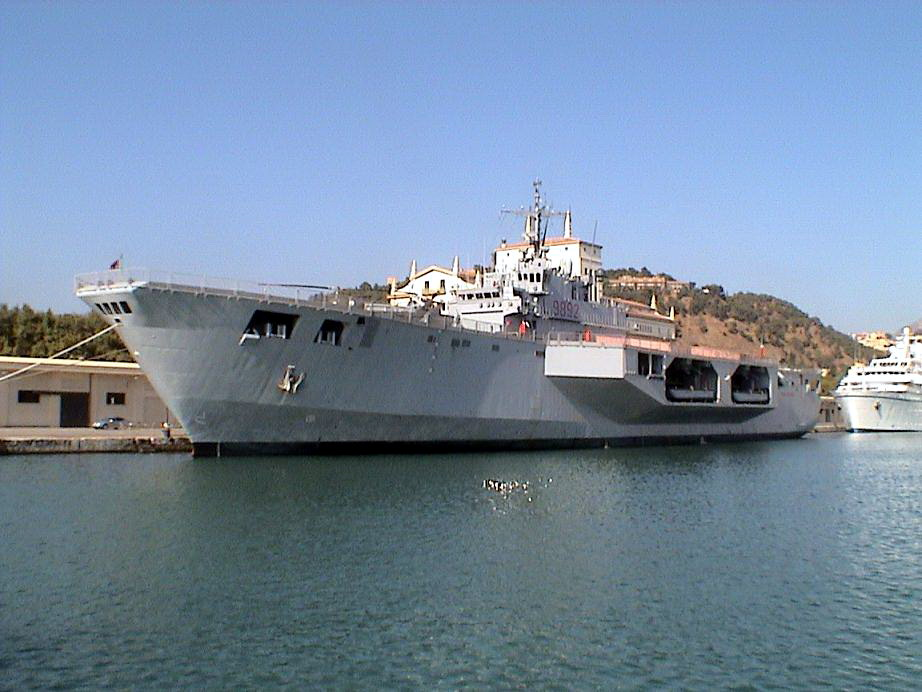
Una LPD della classe San Giorgio della Marina Militare.

Una nave da guerra anfibia è una nave in grado di trasportare ed appoggiare delle unità militari terrestri, di norma appartenenti alla fanteria di marina, su suolo nemico durante un assalto anfibio. Le più grandi sono in grado di imbarcare le truppe direttamente nel porto di partenza mentre quelle più piccole, definite di solito mezzi da sbarco, possono trasportare truppe e mezzi da trasporto dalla nave madre sulla costa.

## Descrizione
Le navi possono trasbordare le truppe nei mezzi da sbarco anche da bacini allagabili posti nella parte poppiera. Con il diffondersi dell'elicottero le navi sono state dotate di ponti di volo ed hangar, per poter spostare truppe ed anche mezzi, armi o attrezzature direttamente sulla costa. Gli elicotteri possono essere armati per fornire appoggio di fuoco alle truppe da sbarco.
Una Landing Craft Tank (Mark 1→6 e 8) è, in genere, una nave anfibia dotata di un portellone a prua per spiaggiare direttamente i mezzi trasportati, non ha il bacino allagabile posteriore; sono state sostituite dalle LCU
Una Landing Craft Utility (Mark 9 e 10) è, in genere, una nave anfibia dotata di un portellone a prua per spiaggiare direttamente i mezzi trasportati, non ha il bacino allagabile posteriore; si tratta di una evoluzione delle LCT.
Una Landing Ship Medium (Landing Craft Tank Mark 7) è, in genere, una nave anfibia dotata di un portellone a prua per spiaggiare direttamente i mezzi trasportati, non ha il bacino allagabile posteriore; in termini di dimensioni si situa tra una Landing Ship Tank e una Landing Craft Infantry.
Una Landing Ship Tank è, in genere, una grande nave anfibia dotata di un portellone a prua per spiaggiare direttamente i mezzi trasportati, non ha il bacino allagabile posteriore e, i modelli del dopoguerra, hanno anche uno spot per elicotteri.
Una Landing Ship Dock è, solitamente, una grande nave anfibia senza il portellone a prua, ma con un bacino allagabile posteriore dal quale operare con mezzi da sbarco per sbarcare i mezzi trasportati; la nave possiede anche almeno uno spot per elicotteri ma non un hangar per ricoverarli.
Una Landing Platform Dock è simile ad una LSD, ma ha almeno due spot per elicotteri e un hangar per ricoverarli.
Una nave d'assalto anfibio (LHA o LHD) ha inoltre, rispetto alle LPD, il ponte di volo continuo e diversi spot per elicotteri e velivoli STOVL.
Anche se la terminologia nave d'assalto anfibio è spesso usata in modo intercambiabile con il più generale termine di nave da guerra anfibia (che include tutte le navi anfibie), questa terminologia si applica specificamente solo alle navi anfibie con un ponte di grandi dimensioni, come le LPH, LHA e LHD. Questa terminologia (nave d'assalto anfibio) non include le amphibious transport dock (LPD) e le dock landing ship (LSD).

## In Italia
La Marina Militare dal secondo dopoguerra ha messo in servizio 10 navi anfibie, principalmente a supporto della sua forza di proiezione dal mare.
Le prime due navi (di costruzione italiana) erano sostanzialmente delle unità logistiche e da trasporto; successivamente sono entrate in servizio cinque unità di produzione statunitense cedute dalla US Navy alla Marina Militare, tre di esse erano di tipo LST; nel 1988 entrano in servizio due nuove unità LPD, in seguito raggiunte da un terzo esemplare.
La Marina Militare ha (al 2017) in costruzione una nuova nave anfibia multiruolo, classificata come LHD, per sostituire le LPD della classe San Giorgio.
Tutte le navi anfibie della Marina Militare italiana
- classe Vesuvio
  - Stromboli (A 5329), dal 1953 al 1972
  - Vesuvio (A 5330), dal 1954 al 1972

- LST Anteo (A 5306)/(L 9869) (ex USS Alameda County), dal 1962 al 1972
- AKA Etna (A 5328)/(L 9870) (ex USS Whitley), dal 1962 al 1972
- AV Andrea Bafile (L 9871)/(A 5314) (ex USS St. George), dal 1968 al 1981

- LST classe Grado
  - Grado (L 9890) (ex  USS De Soto County), dal 1972 al 1988
  - Caorle (L 9891) (ex USS York County), dal 1972 al 1988

- LPD classe San Giorgio
  - San Giorgio (L 9892) dal 1988 al 2019
  - San Marco (L 9893) dal 1988 al 2020
  - San Giusto (L 9894) dal 1994 al 2022

- LHD Trieste (L 9890) dal 2022

## Tipi differenti

### Nave comando
in inglese:  Amphibious command ship
- AGC: Amphibious Force Flagship rinominate nel 1969 LCC: Amphibious Command Ship
- AGF: Auxiliary Command Ship
- LCC: Amphibious Command Ship o COMMAND SHIP

### Nave d'assalto anfibio
in inglese: Amphibious assault ship
- LHA: Landing Helicopter Assault o AMPHIBIOUS ASSAULT SHIP (GENERAL PURPOSE)
- LHD: Landing Helicopter Dock o AMPHIBIOUS ASSAULT SHIP (MULTI-PURPOSE)
- LPH: Landing Platform Helicopter o AMPHIBIOUS ASSAULT SHIP (HELICOPTER)

### Nave da trasporto anfibio
in ingleseAmphibious trasport ship
- AKA: Attack Cargo Ship rinominate nel 1969 LKA: Amphibious cargo ship
- APA: Attack Transport rinominate nel 1969 LPA: Amphibious Transport
- APD: High-speed transport
- LKA: Amphibious cargo ship
- LPA: Amphibious Transport
- LPD: Landing Platform Dock o AMPHIBIOUS TRANSPORT DOCK
- LPR: Small Amphibious Transport

### Nave da sbarco anfibio
in inglese: Landing ship
- LSD: landing ship dock o DOCK LANDING SHIP
- LSH: Landing Ship Heavy
- LSI: Landing Ship Infantry diverse dalle LSI ex LCI
- LSL: Landing Ship Logistics
- LSM: Landing Ship Medium o MEDIUM LANDING SHIP
- LSS: Landing Ship Support
- LST: Landing Ship Tank o TANK LANDING SHIP
- LSV: Landing Ship Vehicle

### Altre navi anfibie
- LFR: Inshore Fire Support Ship
- LPSS: sottomarino d'assalto anfibio

### Mezzo da sbarco
in inglese: Landing craft
- LCAC: Landing Craft Air Cushion o Air-cushioned landing craft
- LCA: Landing Craft Assault
- LCH: Landing Craft Heavy
- LCI: Landing Craft Infantry rinominate nel 1949 LSI: Landing Ship Infantry
- LCL: Landing Craft Logistics
- LCM: Landing Craft, Mechanized
- LCP: Landing Craft Personnel
- LCS: Landing Craft Support
- LCT: Landing Craft Tank
- LCU: Landing Craft Utility
- LCVP: Landing Craft, Vehicle, Personnel